# Vadim Boreț
Vadim Boreț (n. 5 septembrie 1976, Chișinău) este un fost fotbalist internațional din R. Moldova, care a jucat pe postul de mijlocaș.

## Palmares
FK Baku
- Cupa Azerbaijanului: 2012